# أناتولي لاغيتكو
أناتولي لاغيتكو (بالروسية: Лагетко, Анатолий Николаевич)‏ (6 نوفمبر 1936 – 13 أغسطس 2006)، ملاكم من الاتحاد السوفيتي راحل، مثّل بلاده في الألعاب الأولمبية الصيفية 1956.

## روابط خارجية
أناتولي لاغيتكو على موقع أوليمبيديا (الإنجليزية)